# Isabela (province)
Pour les articles homonymes, voir Isabela.
La province de Isabela est une province des Philippines.

## Villes et municipalités
Municipalités
- Alicia
- Angadanan
- Aurora
- Benito Soliven
- Burgos
- Cabagan
- Cabatuan
- Cordon
- Delfin Albano
- Dinapigue
- Divilacan
- Echague
- Gamu
- Ilagan
- Jones
- Luna
- Maconacon
- Mallig
- Naguilian
- Palanan
- Quezon
- Quirino
- Ramon
- Reina Mercedes
- Roxas
- San Agustin
- San Guillermo
- San Isidro
- San Manuel
- San Mariano
- San Mateo
- San Pablo
- Santa Maria
- Santo Tomas
- Tumauini

Villes
- Cauayan
- Santiago

## [1]Articles connexes
- Subdivision des Philippines